# Rhyncomya forcipata
Rhyncomya forcipata är en tvåvingeart som beskrevs av Villeneuve 1927. Rhyncomya forcipata ingår i släktet Rhyncomya och familjen Rhiniidae. Inga underarter finns listade i Catalogue of Life.